# Großer Jugan
Der Große Jugan (russisch Большой Юган (Bolschoi Jugan)) ist ein 1063 Kilometer langer linker Nebenfluss des Ob in Westsibirien (Russland).

## Verlauf
Der Große Jugan entsteht in den Sümpfen der Wassjuganje im südlichen Zentralteil des Westsibirischen Tieflandes aus mehreren kleinen Quellbächen. Weiter durchfließt er zunächst in vorwiegend nördlichen, auf dem mittleren Abschnitt westlichen Richtungen meist stark mäandrierend dünn besiedeltes, flaches Taigagebiet bis zu seiner Mündung in den linken Arm Juganskaja Ob des Ob, knapp zwei Kilometer oberhalb der Querung des Ob-Arms durch die Eisenbahnstrecke Tjumen–Surgut–Nowy Urengoi bzw. –Nischnewartowsk. Bereits oberhalb ist der Fluss über schmalere Nebenarme (Signei, Tuchta, Entlkussan) mit Armen des Ob verbunden.
Der Große Jugan entspringt in unmittelbarer Nähe der Grenze zu den Oblasten Tomsk und Tjumen und durchfließt dann auf seiner gesamten Länge den südöstlichen Teil des Autonomen Kreises der Chanten und Mansen.

## Hydrografie
Das Einzugsgebiet des Großen Jugan umfasst 34.700 km². Die mittlere monatliche Wasserführung beträgt etwa 50 Kilometer oberhalb der Mündung 205 m³/s (Minimum im März mit 29 m³/s; Maximum während der Schneeschmelze im Mai mit 615 m³/s).
In Mündungsnähe ist der Fluss fast 200 Meter breit und über zwei Meter tief; seine Fließgeschwindigkeit beträgt 0,4 m/s.
Bedeutendster Nebenfluss ist von rechts der Kleine Jugan (Maly Jugan). Im Einzugsgebiet des Flusses gibt es über 8000 Seen mit einer Gesamtfläche von 542 km².
Der Große Jugan gefriert von Oktober/November bis Ende April/Anfang Mai.

## Infrastruktur
Entlang des Flusses gibt es ab dem Mittellauf eine Reihe kleiner Ansiedlungen, jegliche Verkehrsinfrastruktur fehlt jedoch fast völlig. Etwa 75 Kilometer südöstlich der Flussmündung (Luftlinie) liegt mit Ugut die wichtigste Siedlung am Fluss. Sie entstand in den letzten Jahrzehnten als Arbeitersiedlung im Zusammenhang mit der Erschließung der westsibirischen Erdöl- und Erdgasfelder. Hier überquert auch die einzige Straße den Fluss. Der Unterlauf des Großen Jugan wird zudem von mehreren Erdöl- und Erdgaspipelines (darunter aus Richtung Nischnewartowsk) gequert.
Der Große Jugan ist im unteren Mittel- sowie Unterlauf über mehrere Hundert Kilometer (bis zur Anlegestelle Kuplandejewy) schiffbar, wird jedoch kaum genutzt.